# Social Atlético Televisión
El Social Atlético Televisión, comúnmente conocido como SAT, es un club deportivo argentino ubicado en Moreno, provincia de Buenos Aires, Argentina. Su equipo de fútbol femenino compite en la Primera División A, junto a todas las tiras Juveniles; mientras que el de fútbol masculino lo hace en el Torneo Promocional Amateur desde el año 2024. En el 2025, se incorporaron nuevamente las divisiones Juveniles Masculinas quienes participan en la Categoría de Primera C. 

## Historia
El equipo masculino fue formado en 2017 y se afilió a la Liga Lujanense de Fútbol. Ese mismo año se consagró campeón de la Primera División y se clasificó al Torneo Federal C.

### En el Federal C
El 28 de enero de 2018, hizo su debut en el Federal C y en la AFA, venciendo por 2 a 0 en su visita a Polonia, con 2 goles de Frangipane. Lograría culminar la Zona 11 de la Región Pampeana Norte en segundo lugar.
En Octavos de final, venció por 2 a 0 a La Catedral de Hurlingham y, luego de caer por 3 a 2, avanzó de instancia. En Cuartos de final, igualó por 1 a 1 ante Colón, pero lograría vencer por 2 a 1 en Chivilcoy. En semifinales, luego de dos empates por 1 a 1, cayó en los penales ante Fernando Cáceres.

### En el Regional Federal Amateur
A mediados de 2018, la AFA elimina el Federal B y Federal C, siendo reemplazados por el nuevo Torneo Regional Federal Amateur, que pasó a ocupar la cuarta categoría y a la vez pasó a ser la vía de introducción de los clubes de las ligas regionales.
En la edición inaugural de 2019, concursó en la Zona 6 de la Región Pampeana Norte. El 27 de enero hizo su debut en el torneo, igualando por 0 a 0 en Chivilcoy con Independiente. El 23 de marzo, por la penúltima fecha, cayó por 1 a 0 ante Monterrey, quedando condenado al cuarto lugar de la zona, por los goles de visitante anotados por Monterrey en el triunfo de SAT por 5 a 4 de la primera rueda. Se despidió del torneo venciendo por 3 a 2 a Fernando Cáceres.
En el torneo de 2021/22, compitió en la Zona 3 de la Región Pampeana Norte, terminando con lo justo en segundo lugar. En Octavos de final, venció en los penales a Compañía General, luego de igualar 0 a 0 en ambos partidos. En Cuartos de final, cayó por 1 a 0 ante Mariano Moreno y  luego de igualar por 1 a 1, quedó eliminado.
En el torneo de 2022/23, compitió en la Zona 10 de la Región Pampeana Norte. Llegó a la última fecha igualado en puntos con Las Mandarinas en la obligación de ganar, ya que había perdido de local ante ellos por 1 a 0, pero en su visita igualó por 1 a 1 con Las Mandarinas y quedó segundo en la Zona; aun así logró avanzar a la siguiente etapa entre los mejores segundos. En octavos de final, cayó ante Huracán de Chivilcoy por 1 a 0 y 2 a 1, quedando eliminado.

### En el Torneo Promocional
En noviembre de 2023, desde la AFA se planteó la posibilidad de crear un nuevo torneo para clubes que no estuvieran afiliados. El club estuvo incluido entre los catorce invitados al nuevo Torneo Promocional Amateur, certamen que pasó a ocupar el lugar de la eliminada Primera D. A principios de enero de 2024, los delegados del club participaron de una reunión en la sede de la AFA.
El 23 de febrero de 2024, hizo su debut en el torneo, recibiendo a Everton y cayendo por 2 a 1.

## Fútbol femenino
El equipo femenino fue formado en 2017 y la sección de fútbol femenino compitió en la Primera B (segundo nivel del fútbol femenino en Argentina) hasta su promoción al final de la temporada 2018-19. Comenzó a disputar la Primera División Femenina en el campeonato 2019-20. En septiembre de 2019, el club firmó por primera vez jugadoras con contratos profesionales. El equipo actualmente consta de 26 jugadoras, de las cuales ocho tienen contratos profesionales.

## Instalaciones

### Estadio 12 de Agosto
El estadio 12 de Agosto, también conocido como estadio de la bombonera, es el complejo donde disputan sus partidos los equipos de fútbol femenino y masculino de S.A.T. como local. Inaugurado el 4 de febrero de 2018, tiene capacidad para 700 espectadores, está ubicado en La Piedad 1450 esquina La Reja, en la localidad de Moreno, Provincia de Buenos Aires.

### Complejo Social y Deportivo Televisión
El club posee un predio de 2,5 hectáreas ubicado en la intersección de López Buchardo y Juan Vaccaro, en la misma localidad que su estadio principal. Se utiliza como complejo recreativo y sociocultural. Tiene tres canchas de fútbol 11 profesional, vestuarios, estacionamiento (solo para socios) y seguridad privada las 24 horas.

## Datos del club

### Fútbol masculino
- Temporadas en la cuarta categoría del fútbol argentino: 3
  - Temporadas en el Torneo Regional Federal Amateur: 3 (2019, 2021/22 y 2022/23)

- Temporadas en la quinta categoría del fútbol argentino: 2
  - Temporadas en el Torneo Federal C: 1 (2018)
  - Temporadas en el Torneo Promocional Amateur: 1 (2024)

### Fútbol femenino
- Temporadas en Primera A: 6 (2019/20, 2020, 2021, 2022, 2023 y 2024)
- Temporadas en Primera B: 2 (2017/18 y 2018/19)

## Jugadoras

### Plantel
Actualizado a marzo de 2023.

### Mercado de pases
| Altas               | Altas                  |
| Jugadora            | Origen                 |
| ------------------- | ---------------------- |
| Micaela Brítez      | Estudiantes (BA)       |
| Daiana Miño         | Defensores de Belgrano |
| Lourdes Loza        | Lanús                  |
| Marcela Figueroa    | Lanús                  |
| Sabrina Mazzuchelli | All Boys               |
| Aldana Fernández    | Atlas                  |
| Victoria Sosa       | Deportes Puerto Montt  |

| Bajas             | Bajas   |
| Jugadora          | Destino |
| ----------------- | ------- |
| Delfina Beccacece | Lanús   |

Fuentes: